# Kungslänk

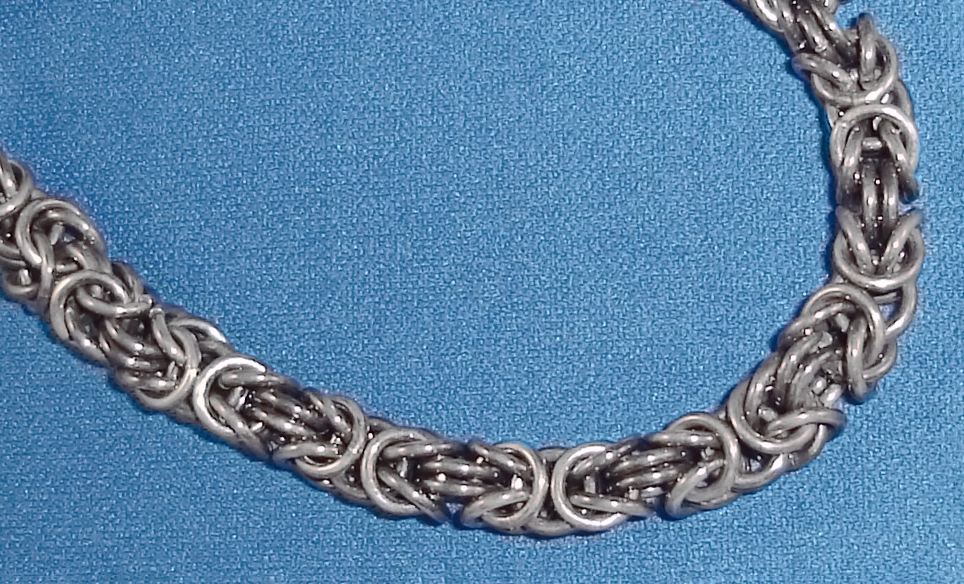
Kungslänk av silverringar.

Kungslänk eller kejsarlänk är en typ av kedja som är uppbyggd av cirkulära metallringar. Tekniken ger en tung och kompakt kedja som för det mesta används i smycken.